# Panguitch (Utah)
Panguitch es una ciudad del condado de Garfield, estado de Utah, Estados Unidos. Según el censo de 2000 la población era de 1.623 habitantes. Es la capital del condado de Garfield.

## Geografía
Panguitch se encuentra en las coordenadas 37°49′20″N 112°26′5″O / 37.82222, -112.43472.
Según la oficina del censo de Estados Unidos, la ciudad tiene una superficie total de 3,5 km². No tiene superficie cubierta de agua.
- Datos: Q129976
- Multimedia: Panguitch, Utah / Q129976

1. ↑  Zip Data Maps, código ZIP n.º 84759.